# Comuna urbană Ljubljana
Ljubljana (Mestna občina Ljubljana) este o Comună urbană⁠(sl)[traduceți] din Slovenia, cu o populație de 279.653 de locuitori (2009), în care se află capitala țării, orașul Ljubljana.

## Localități în comună
Besnica, Brezje pri Lipoglavu, Dolgo Brdo, Dvor, Češnjica, Črna vas, Gabrje pri Jančah, Gunclje, Janče, Javor, Lipe, Ljubljana, Mali Lipoglav, Mali Vrh pri Prežganju, Malo Trebeljevo, Medno, Pance, Podgrad, Podlipoglav, Podmolnik, Prežganje, Ravno Brdo, Rašica, Repče, Sadinja vas, Selo pri Pancah, Spodnje Gameljne, Srednje Gameljne, Stanežiče, Šentpavel, Toško Čelo, Tuji Grm, Veliki Lipoglav, Veliko Trebeljevo, Vnajnarje, Volavlje, Zagradišče, Zgornja Besnica, Zgornje Gameljne.